# Gerhard Polland
Gerhard Polland (* 7. März 1920; † 11. Mai 2006) war Fußballspieler in Leipzig und spielte dort zwischen 1949 und 1959 in der Oberliga, der höchsten Spielklasse in der DDR. Mit Chemie Leipzig wurde er DDR-Meister, mit dem SC Lok Leipzig Pokalsieger. Später arbeitete er als Fußballtrainer im unterklassigen und Nachwuchsbereich.  
Polland war bis 1943 Mitglied der Spielvereinigung 1899 Leipzig, mit der er zuletzt in der zweitklassigen Bezirksklasse Leipzig spielte. Nach dem Zweiten Weltkrieg tauchte sein Name erst wieder im Zusammenhang mit der Bildung der ZSG Industrie Leipzig im März 1949 auf, als er sich deren Fußballsektion anschloss. An der Sachsenmeisterschaft im Mai 1949 nahm er als rechter Läufer an vier der fünf ausgetragenen Spiele teil. Zur Saison 1949/50 gehörte die ZSG zu den Gründungsmannschaften der vom Deutschen Sportausschuss neu ins Leben gerufenen Oberliga, die fortan die höchste Fußball-Liga in Ostdeutschland war. Von den 26 ausgetragenen Punktspielen bestritt der inzwischen 29-jährige Polland als Mittelfeldakteur 23 Partien. Mit 32 Einsätzen bei 34 Punktspielen war er auch 1950/51 Mittelfeld-Stammspieler der Leipziger, die inzwischen als BSG Chemie antraten, und wurde am Saisonende mit seiner Mannschaft DDR-Meister. Bis 1954 spielte Polland weiter  für Chemie Leipzig und war zeitweise auch Mannschaftskapitän. Nach 121 Oberligaspielen mit einem Torerfolg wechselte Polland im Sommer 1954 zum Lokalrivalen SC Lokomotive Leipzig. Auch hier spielte er weiterhin in der Oberliga und erreichte zweimal das Endspiel um den DDR-Fußballpokal. Am 22. Dezember 1957 wurde er als rechter Läufer mit der Lok-Elf nach einem 2:1-Sieg in der Verlängerung über Empor Rostock Pokalsieger, am 14. Dezember 1958 stand der nun schon 38-Jährige in der Lok-Mannschaft, die dem SC Einheit Dresden mit 1:2 nach Verlängerung unterlag. Kurz nach seinem Wechsel zum SC Lok hatte er am 26. September 1954 in Polen ein Länderspiel mit der B-Nationalmannschaft bestritten. Nach der Saison 1959 beendete Polland seine Laufbahn als Fußballspieler. Mit seinen 87 Erstligaspielen für den SC Lokomotive war seine Oberligabilanz auf 208 Spiele angewachsen. Wie für Chemie erzielte Polland auch für Lok nur ein Oberligator. 
Anschließend schlug Polland eine Laufbahn als Fußballtrainer ein und arbeitete vorwiegend mit unterklassigen Mannschaften. 1961 trainierte er den Leipziger Bezirksligisten Stahl Lippendorf und übernahm zur Saison 1963/64 Aktivist Böhlen in derselben Bezirksliga. Mit den Böhlener stieg er 1964 für ein Jahr in die zweitklassige DDR-Liga auf und betreute die Mannschaft anschließend noch für ein weiteres Jahr wieder in der Bezirksliga. In der Saison 1965/66 war Polland Trainer des Berliner Bezirksliga-Aufsteigers Chemie Schmöckwitz. In den 1970er Jahren arbeitete er als Nachwuchstrainer beim 1. FC Lok Leipzig.